# Chaetoria spinicosta
Chaetoria spinicosta är en tvåvingeart som först beskrevs av Thomson 1869.  Chaetoria spinicosta ingår i släktet Chaetoria och familjen parasitflugor. Inga underarter finns listade i Catalogue of Life.